# かなとこ雲
かなとこ雲（かなとこぐも、ラテン語学術名:incus、略号:inc）とは、高く成長した積乱雲のうち、頂上部分が広がって平らになっているもの。雲の分類において部分的に特徴のある雲（副変種）の1つ。
金属加工などで用いる金床に形状が似ていることからこう呼ばれている。学術名"incus"もラテン語で金床を意味する。

## 原理

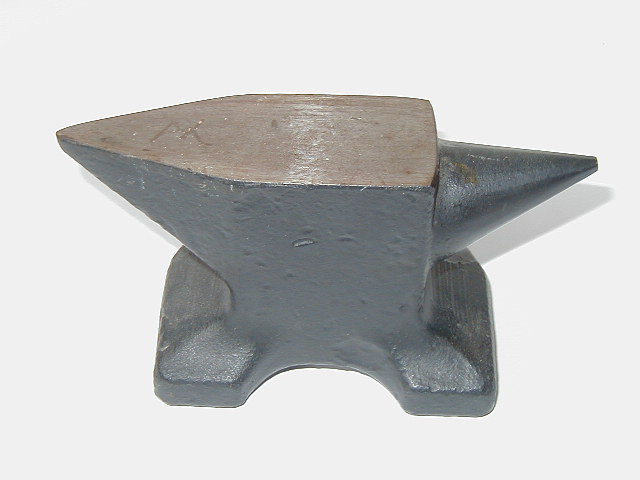
金床（参考画像）

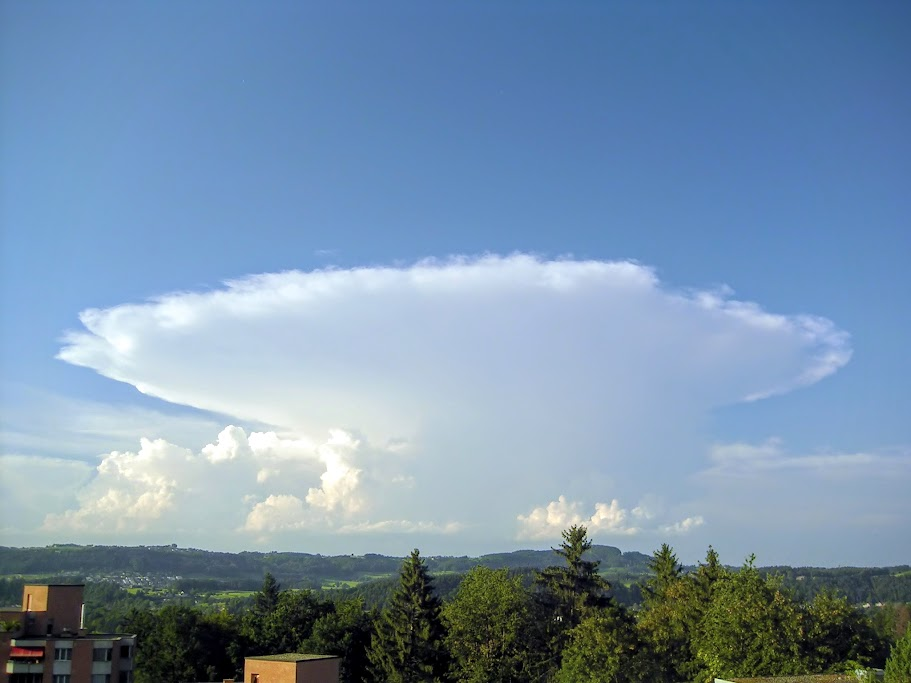
雲頂部が大きく広がったかなとこ雲

高く成長してきた雄大雲が圏界面（対流圏界面）に達すると、雲はそこから上へと盛り上がることができず、横に広がってくる。
ふつう、強いウインドシア（上下での風向風速の差）があるためかなとこの部分は風下に伸び、積乱雲全体を見ると非対称の形になる。ウインドシアが弱い場合には、かなとこの部分がどの方向にも同じように伸び、対称の形になる。
かなとこの部分（広がった頂上部）は氷晶を含む雲で、滑らかな繊維状あるいはすじ状の外観をしている。
かなとこ雲は多毛雲でもある。驟雨や雷があり、突風や雹を伴うこともある。
観天望気には「かなとこ雲が立つときは暴風がくる」といったものがある。
積乱雲が消えていくとき、かなとこの部分は巻雲に変化する。

## ギャラリー

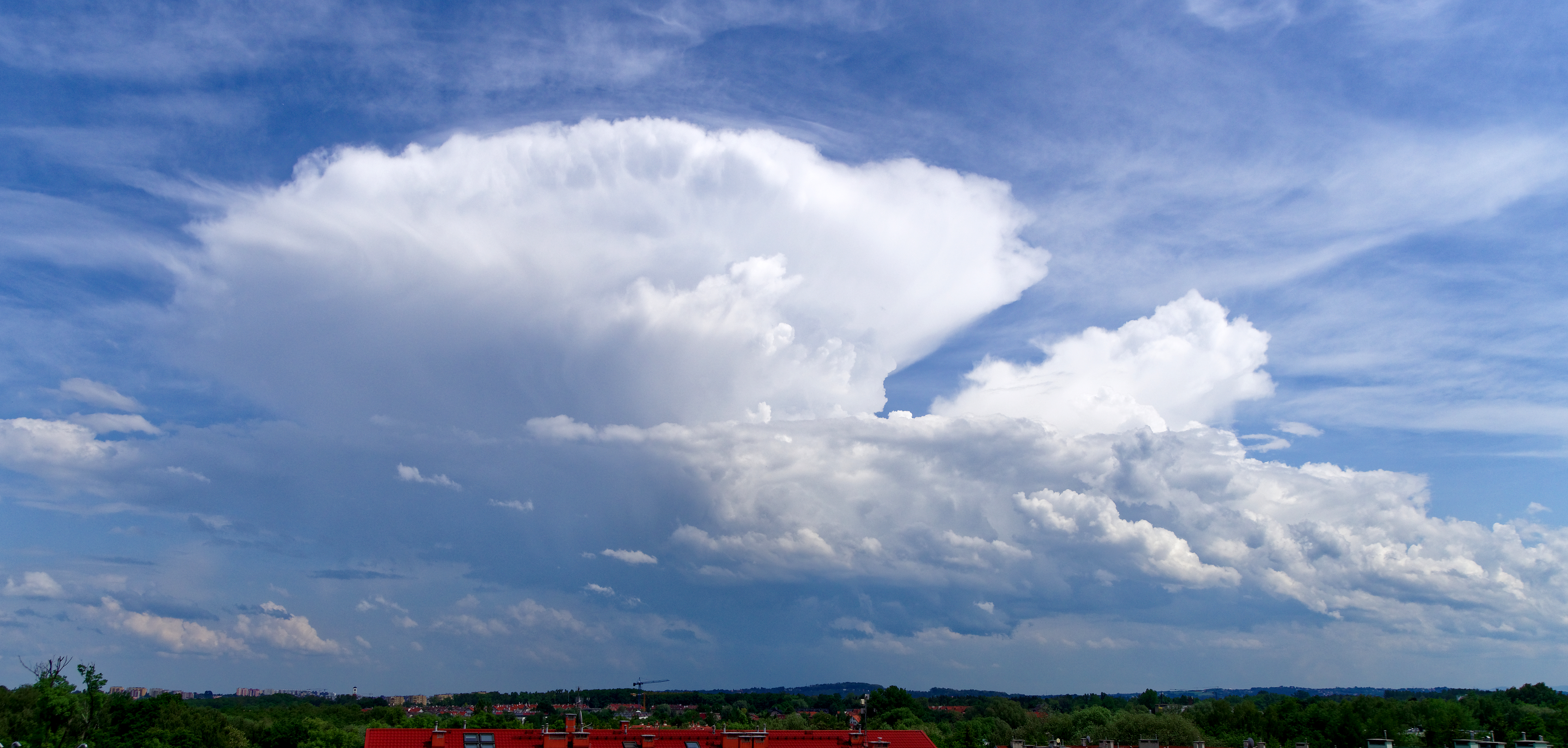
平原のかなとこ雲
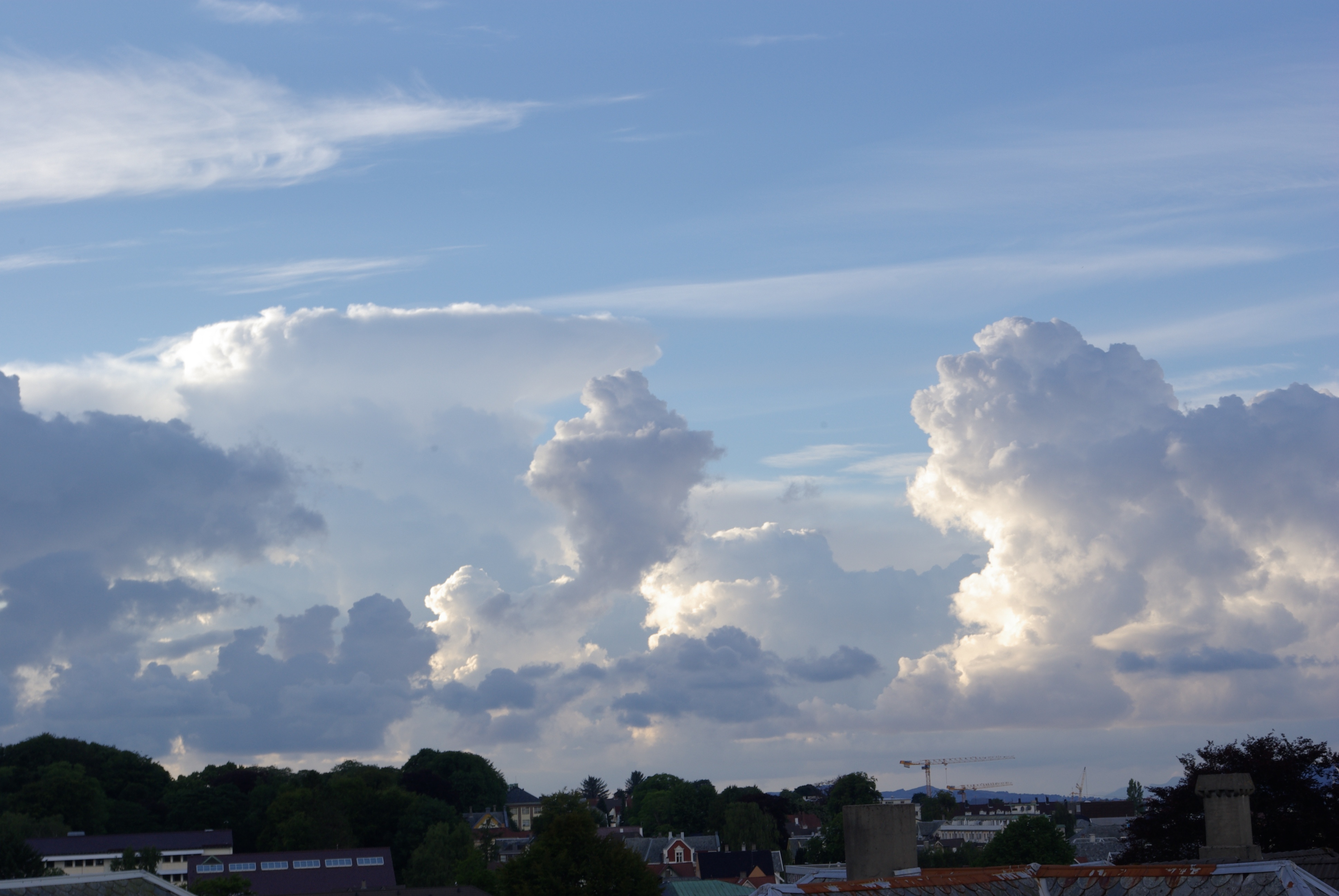
夕立のときに見られるような積乱雲の群れ。左奥にかなとこ雲がある。
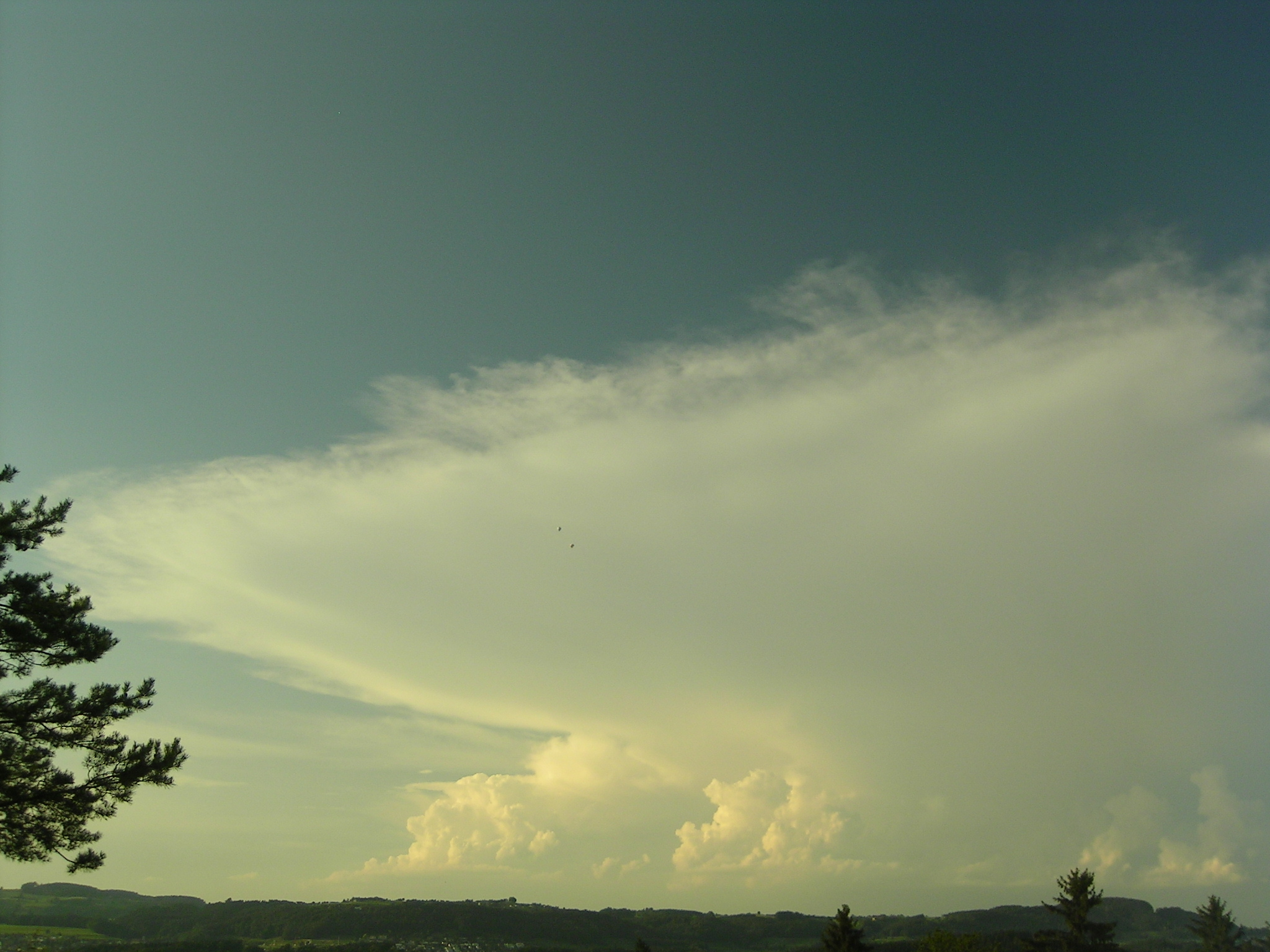
巨大なかなとこ雲
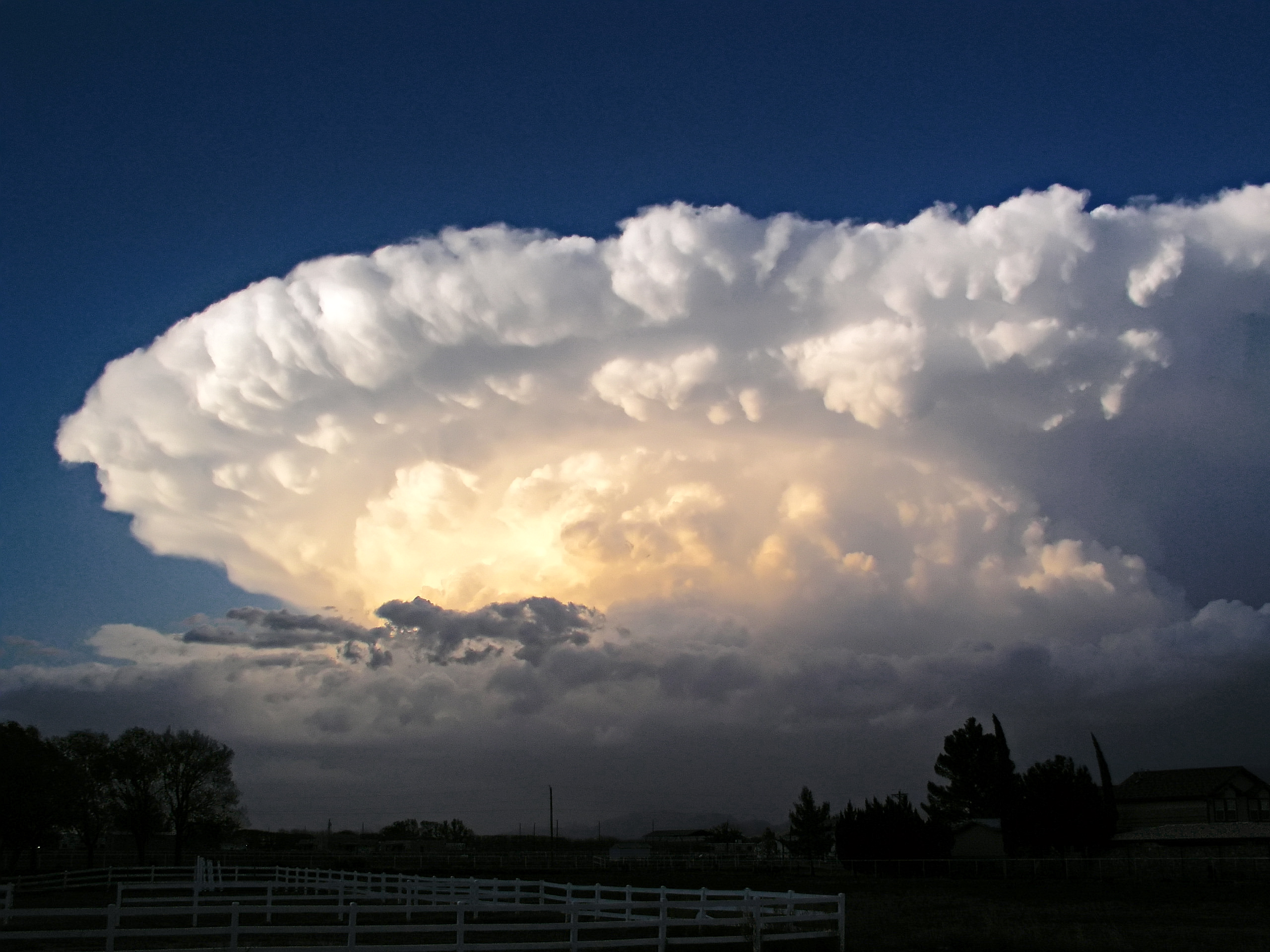
かなとこの部分が下に盛り上がって乳房雲になっている。
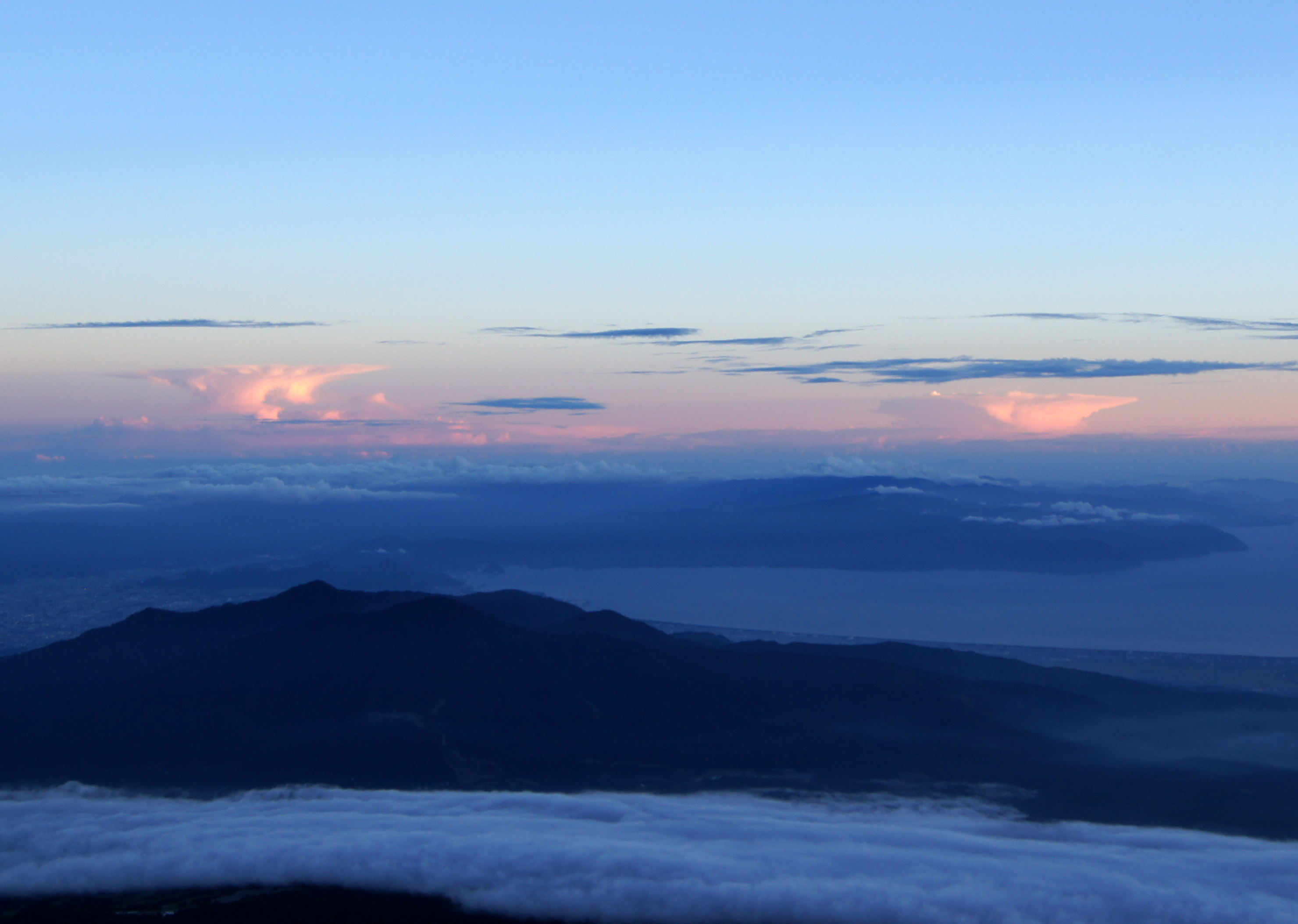
宝永山から遠望。高度が高いかなとこ雲は遠方からも目立つ。
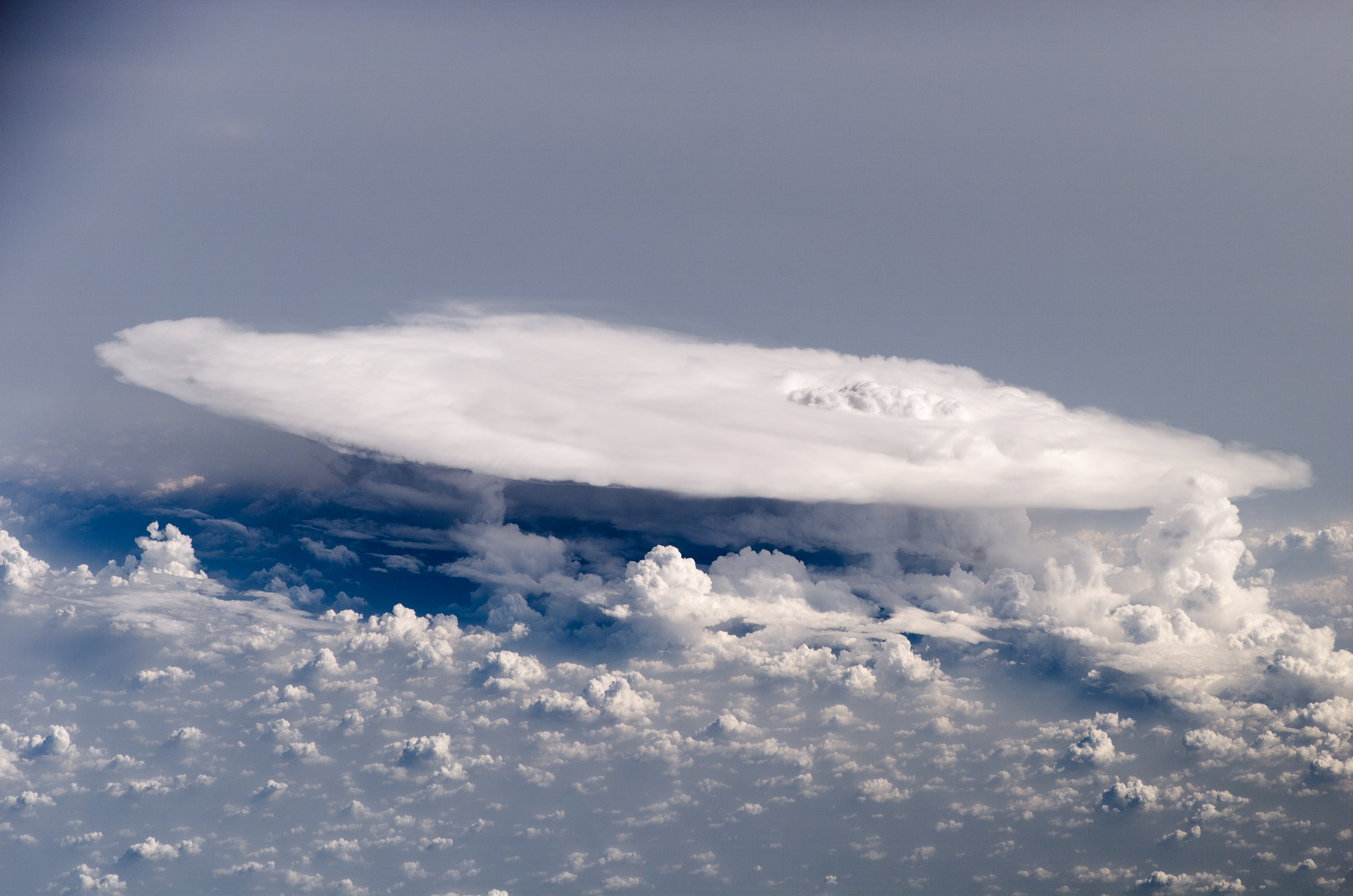
国際宇宙ステーションから撮影したかなとこ雲。全景が良く分かる。
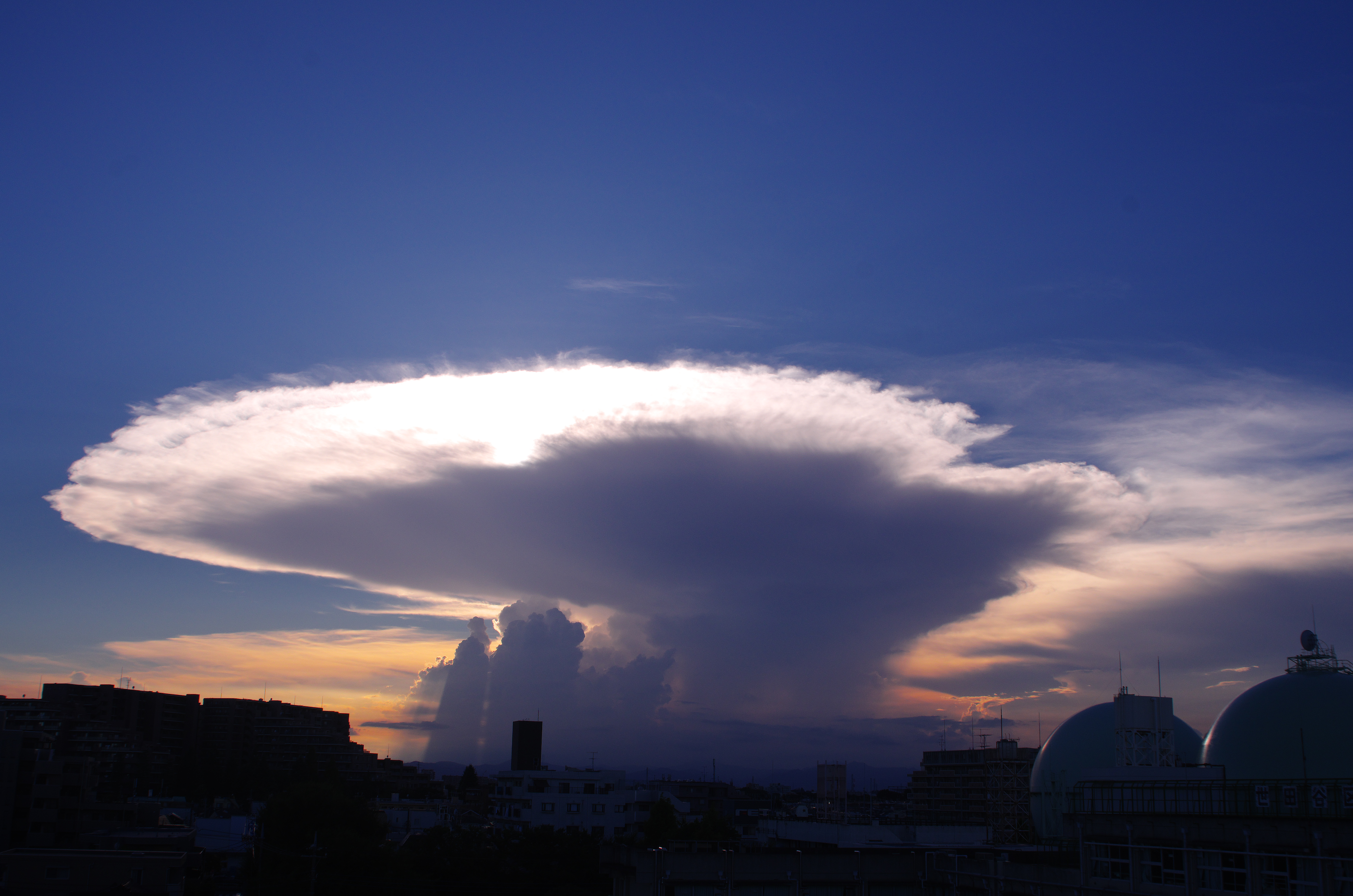
かなとこの部分（濃密雲）が光を透過しコントラストをつくる夕景。
- 雲頂が変化してかなとこ雲に成長する様子（動画）